# Лілі Бретт
Лі́лі Бретт (англ. Lily Brett; нар. 5 вересня 1946) — австралійська письменниця німецького походження, прозаїкиня, есеїстка та поетеса. Свекруха американської художниці ефіопського походження Джулі Мехрету.

## Життєпис
Батьки Лілі Бретт Макс і Роза під час Другої світової війни впродовж шести років перебували в гетто міста Лодзь. Їх розлучили перед переведенням до концентраційного табору Освенцім. 1945 року вони змогли віднайти одне одного через шість місяців після закінчення війни.
Бретт народилась у таборі для переміщених осіб в Німеччині в 1946 році. Коли Лілі виповнилось два роки (1948), її батьки змогли залишити Німеччину і переселитися до Мельбурна, Австралія. Бретт провела дитинство і юність у містечку Норт Карлтон (Вікторія).
До середини 1960-х років Бретт як журналістка-початківиця співпрацювала з Моллі Мелдрум над Go-Set, найвідомішим австралійським музичним журналом того часу, а також на одному з перших щотижневих телевізійних шоу Uptight, присвячених попмузиці. Влітку 1967 року вона вирушила до Америки, щоб висвітлювати події Міжнародного фестивалю поп-музики у Монтереї, а потім до Великої Британії, перш ніж повернутися до Австралії.
1989 року Бретт переїхала з Мельбурна до Нью-Йорка з чоловіком, австралійським художником Девідом Ренкіним (David Rankin).
Лілі Бретт опублікувала сім збірок віршів, чотири збірки есеїв і шість романів. Їй належить також велика кількість публікацій, що тематично охолюють широке коло проблем. «Лола Бенскі» («Lola Bensky») — нещодавно опублікований роман Бретт французькою у видавництві «La grande ourse» у перекладі Бернара Коена, був номінований на Літературну премію Майлз Франклін, і 2014 року був відзначений Премією Медічі в номінації «Іноземні романи». Події у романі відбуваються в Лондоні в 1947 році. Головна героїня Лола — донька колишніх в'язнів Освенцима (Аушвіца) і працює журналісткою в австралійському музичному журналі. Твір демонстує яскраві автобіографічні риси. Письменниця змальовує агресивне середовище прихильників рок-музики і важкі випробування, крізь які змушена проходити журналістка-початківиця у процесі спілкування з молодими рок-зірками.
Станом на 2016 рік твори Лілі Бретт українською не перекладалися.

## Творчість

### Проза
- «Все могло б бути гірше»  — (Things Could Be Worse (1990));
- «Що хоче Бог»  — (What God Wants (1992));
- «Саме так» (роман)  — (Just Like That (1994))
- «Збірка оповідань»  — (Collected Stories (1999))
- «Занадто багато чоловіків»  — (Too Many Men (2001))
- «Потрібно бути хоробрим»  — (You Gotta Have Balls (2006))
- «Лола Бенскі»  — (Lola Bensky)  (2013)

### Публіцистика
- «Як на долоні» — (In Full View (1997)) Macmillan Australia ISBN 978-0-7329-0895-9
- «Нью-Йорк» — (New York (2001)) Picador Australia ISBN 978-0-330-36245-0
- «Між МЕксикою та Польщею» — (Between Mexico and Poland (2002)) Picador Australia ISBN 978-0-330-36386-0
- «Лише у Нью-Йорку» — (Only in New York (2014))

### Поезія
- «Поезія Аушвіца» — (The Auschwitz Poems (1986)) Scribe ISBN 978-0-908011-10-0
- «Польща та інші вірші» — (Poland and other Poems) (1987)
- «Після війни» — (After the War (1990))
- «Непередбачені наслідки» — (Unintended Consequences (1992))
- «В сукні без бретельок» — (In Her Strapless Dresses(1994)) Picador Australia ISBN 978-0-330-35589-6
- «Бруд в моїх сльозах» — (Mud in My Tears (1997)) Picador Australia ISBN 978-0-330-36011-1
- «Лірика Лілі Бретт» — (Poems by Lily Brett (2001)) Picador Australia ISBN 978-0-330-36291-7
- «Дні гніву» — (Blistered Days (2007)) Picador Australia ISBN 978-0-330-42287-1
- «Про кохання» — (Liebesgedichte (Love Poems) (2008))
- «Якби ми могли залишитись» — (Wenn Wir Bleiben Könnten (If We Could Stay) (2014))

## Нагороди та номінації
- 1986 — Премія «Mattara Poetry Prize» — «Poland»
- 1987 — Нагорода «Victorian Premier's Literary Awards: C. J. Dennis Prize for Poetry» — The Auschwitz Poems
- 1987 — Премія «Commonwealth Writers' Prize» in 2000 for the Best Book from the South-East Asia and South Pacific Region — Too Many Men
- 1992 — Нагорода «National Steel Award» за роман (Що хоче Бог)
- 1995 — Нагорода «New South Wales Premier's Literary Awards», Премія «Christina Steadman Prize» for Fiction за роман «Саме так» (Just Like That)
- 2000 — роман «Занадто багато чоловіків» (Too Many Men) номінований на Премію «Miles Franklin Award»
- 2013 — роман «Лола Бенскі» (Lola Bensky) номінований на Премію «Miles Franklin Award»
- 2014 — роман «Лола Бенскі» (Lola Bensky) отримав Премію Медічі (Prix Medicis étranger (France))